# Héctor Herrera (piłkarz)
Héctor Miguel Herrera López (ur. 19 kwietnia 1990 w Tijuanie) – meksykański piłkarz z obywatelstwem portugalskim występujący na pozycji środkowego pomocnika, reprezentant Meksyku, od 2025 roku zawodnik Toluki.

## Kariera klubowa
Herrera rozgrywki 2007/2008 spędził w trzecioligowym CD Cuautla, a później dołączył do akademii CF Pachuca. Przez kilka lat występował w rezerwach Pachuki, Alto Rendimiento Tuzo oraz Universidad del Fútbol, również grających na trzecim szczeblu rozgrywek. W tym czasie okazjonalnie był również włączany do seniorskiej drużyny, w której barwach w 2009 roku wziął udział w towarzyskim turnieju Copa Pachuca, zaś w 2010 roku w SuperLidze. Wiosną 2011 występował na wypożyczeniu w trzecioligowej filii Pachuki, Tampico Madero FC, a bezpośrednio po powrocie szkoleniowiec Efraín Flores na stałe uczynił z niego gracza pierwszego zespołu. W meksykańskiej Primera División zadebiutował 23 lipca 2011 w przegranym 1:4 meczu z Santos Laguną i od razu wywalczył sobie pewne miejsce w wyjściowej jedenastce, zaś jego dobre występy w jesiennych rozgrywkach Apertura 2011 zaowocowały nagrodą dla odkrycia sezonu w oficjalnym plebiscycie FMF oraz przykuły uwagę europejskich drużyn, takich jak Liverpool FC, Manchester United, Udinese Calcio oraz FC Porto. Premierowego gola w najwyższej klasie rozgrywkowej strzelił 5 stycznia 2013 w wygranej 2:0 konfrontacji z Atlante.
28 czerwca 2013 roku podpisał kontrakt z FC Porto.
3 lipca 2019 przeniósł się do Atlético Madryt. W sezonie 2020/21 został z zespołem mistrzem Hiszpanii.
| Sezon     | Klub                   | Kraj       | Rozgrywki        | Mecze | Bramki |
| --------- | ---------------------- | ---------- | ---------------- | ----- | ------ |
| 2007/2008 | CD Cuautla             | Meksyk     | Segunda División | 26    | 5      |
| 2008/2009 | Alto Rendimiento Tuzo  | Meksyk     | Segunda División | 16    | 0      |
| 2008/2009 | Universidad del Fútbol | Meksyk     | Segunda División | 25    | 5      |
| 2009/2010 | Universidad del Fútbol | Meksyk     | Segunda División | 40    | 11     |
| 2010/2011 | Tampico Madero FC      | Meksyk     | Segunda División | 11    | 5      |
| 2011/2012 | CF Pachuca             | Meksyk     | Liga MX          | 27    | 0      |
| 2012/2013 | CF Pachuca             | Meksyk     | Liga MX          | 25    | 2      |
| 2013/2014 | FC Porto               | Portugalia | Primeira Liga    | 17    | 3      |
| 2014/2015 | FC Porto               | Portugalia | Primeira Liga    | 33    | 3      |
| 2015/2016 | FC Porto               | Portugalia | Primeira Liga    | 29    | 9      |
| 2016/2017 | FC Porto               | Portugalia | Primeira Liga    | 23    | 2      |
| 2017/2018 | FC Porto               | Portugalia | Primeira Liga    | 29    | 3      |
| 2018/2019 | FC Porto               | Portugalia | Primeira Liga    | 33    | 6      |
| 2019/2020 | Atlético Madryt        | Hiszpania  | La Liga          | 21    | 0      |
| 2020/21   | Atlético Madryt        | Hiszpania  | La Liga          | 16    | 0      |

## Kariera reprezentacyjna
W 2012 roku Herrera został powołany przez trenera Luisa Fernando Tenę do reprezentacji Meksyku U-23 na eliminacje do Igrzysk Olimpijskich w Londynie, gdzie wystąpił w czterech meczach, będąc podstawowym piłkarzem swojej kadry, natomiast Meksykanie wygrali kwalifikacyjny turniej i zdołali awansować się na olimpiadę. W tym samym roku wygrał z reprezentacją młodzieżowy Turniej w Tulonie, gdzie rozegrał wszystkie pięć spotkań w wyjściowej jedenastce, zdobywając bramkę w półfinałowej konfrontacji z Holandią (4:2). Jego drużyna triumfowała ostatecznie w tych rozgrywkach, a sam Herrera został wybrany na najlepszego zawodnika turnieju. Kilka tygodni później został powołany na Igrzyska Olimpijskie w Londynie, na których wystąpił w czterech spotkaniach i strzelił bramkę w ćwierćfinałowym pojedynku z Senegalem (4:2). Meksykańscy piłkarze zdobyli ostatecznie jedyny złoty medal dla swojego kraju na tej olimpiadzie, po pokonaniu w finale Brazylii (2:1).

## Sukcesy

### FC Porto
- Mistrzostwo Portugalii: 2017/18
- Superpuchar Portugalii: 2013, 2018

### Atlético Madryt
- Mistrzostwo Hiszpanii: 2020/21

### Reprezentacyjne
- Letnie igrzyska olimpijskie: 2012
- Złoty Puchar CONCACAF: 2015
- Turniej w Tulonie: 2012